# Бернар Іно
Бернар Іно (фр. Bernard Hinault; 14 листопада 1954 року, Іффіньяк) — легендарний французький професійний велогонщик, п'ятиразовий переможець Тур де Франс — найпрестижнішої багатоденної велогонки світу (тільки Ленсу Армстронгу вдалося перемогти на Тур де Франс більше п'яти разів). Також він один з чотирьох велосипедистів в історії, яким вдалось виграти всі три супербагатоденки (Тур де Франс, іспанську Вуельту і Джиро д Італія), а також єдиний, хто переміг на всіх трьох турах принаймні двічі. Серед інших досягнень Іно на Турі — другі місця в загальному заліку у 1984 та 1986 роках, 28 перемог на етапах (серед яких 13 — з роздільним стартом), майка Короля Гір у 1986 році, зелена майка найкращого спринтера у 1979 році, а також золота і бронзова медалі на Чемпіонатах Світу з шосейних гонок 1980 та 1981 років відповідно.

## Найбільші перемоги

### 1977
Гран-Прі Націй.
Критеріум Дофіне-Лібере.
Льєж-Бастонь-Льєж.
Гент-Вевельгем.

### 1978
Тур де Франс.
1 місце в загальній класифікації (жовта майка).
Виграв 3 етапи — 8, 15 та 20.
3 дні в жовтій майці.
Вуельта (золота майка).
Гран-Прі Націй.

### 1979
Тур де Франс.
1 місце в загальній класифікації (жовта майка).
1 місце в класифікації спринтерів (зелена майка).
Виграв 7 етапів — 2, 3, 11, 15, 21, 23 та 24.
17 днів у жовтій майці.
Гран-Прі Націй.
Критеріум Дофіне-Лібере.
Джиро ді Ломбардія.
Ля Флеше Валлонь.

### 1980
Тур де Франс
Виграв пролог і 2 етапи — 4 та 5.
2 дні у жовтій майці.
Джиро д'Італія (рожева майка).
 Чемпіонат Світу з шосейних велогонок.
Льєж-Бастонь-Льєж
Тур Романдії

### 1981
Тур де Франс
1 місце в загальній класифікації (жовта майка).
Виграв 4 етапи — 7, 16, 20 та 22.
18 днів у жовтій майці.
Париж-Рубе.
Критеріум Дофіне-Лібере.
Золота гонка Амстел.

### 1982
Тур де Франс
1 місце в загальній класифікації (жовта майка).
Виграв пролог та 3 етапи — 15, 20 та 22.
12 днів у жовтій майці.
Джиро д'Італія.
Гран-Прі Націй.

### 1983
Вуельта (золота майка).
Ля Флеше Валлонь.

### 1984
Тур де Франс
Друге місце в загальному заліку.
Виграв пролог.
1 день в жовтій майці.
Гран-Прі Націй.
Джиро Ломбардія.
Чотири Дні Дюнкерка.

### 1985
Тур де Франс
1 місце в загальній класифікації (жовта майка).
Виграв пролог та етап 8.
16 днів у жовтій майці.
Джиро д'Італія (рожева майка).

### 1986
Тур де Франс
Друге місце в загальній класифікації.
Виграв майку «Короля Гір».
Виграв 3 етапи — 9, 18 та 20.
5 днів у жовтій майці.